# Gran Premio motociclistico di Spagna 1968
Il Gran Premio motociclistico di Spagna fu il secondo appuntamento del motomondiale 1968.
Si svolse il 5 maggio 1968 sul Circuito del Montjuïc. Quattro le classi in programma: 50, 125, 250 e 500.
In 500, facile vittoria per Giacomo Agostini, seguito dagli australiani Jack Findlay e John Dodds.
In 250, la lotta tra Phil Read e Bill Ivy si risolse a favore del pilota di Luton, con Ivy costretto a ritirarsi.
La gara della 125 vide entrambe le Yamaha costrette al ritiro: ne approfittò Salvador Cañellas, che ottenne la sua prima vittoria in un GP. Quella di Cañellas fu anche la prima vittoria di un centauro spagnolo nel Mondiale.
In 50, Hans-Georg Anscheidt ottenne la seconda vittoria stagionale davanti ad Ángel Nieto, autore del giro più veloce.

## Classe 500
20 piloti iscritti.

### Arrivati al traguardo
| Pos | Pilota            | Moto           | Tempo         | Punti |
| --- | ----------------- | -------------- | ------------- | ----- |
| 1   | Giacomo Agostini  | MV Agusta      | 1h 16' 16" 61 | 8     |
| 2   | Jack Findlay      | Matchless      | +1' 01" 35    | 6     |
| 3   | John Dodds        | Norton         | +1 giro       | 4     |
| 4   | Angelo Bergamonti | Hannah Paton   | +1 giro       | 3     |
| 5   | Gyula Marsovszky  | Matchless      | +1 giro       | 2     |
| 6   | Rex Butcher       | Norton         | +1 giro       | 1     |
| 7   | Walter Scheimann  | Norton         |               |       |
| 8   | Gordon Keith      | Monard-Triumph |               |       |
| 9   | Paul Eickelberg   | Norton         |               |       |

### Ritirati
| Pilota            | Moto      | Motivo ritiro |
| ----------------- | --------- | ------------- |
| Silvio Grassetti  | Bianchi   |               |
| Derek Lee         | Matchless |               |
| Ginger Molloy     | Bultaco   |               |
| Bruno Spaggiari   | Ducati    |               |
| Salvador Cañellas | Bultaco   |               |

## Classe 250
37 piloti iscritti.

### Arrivati al traguardo
| Pos | Pilota            | Moto      | Tempo         | Punti |
| --- | ----------------- | --------- | ------------- | ----- |
| 1   | Phil Read         | Yamaha    | 1h 03' 28" 33 | 8     |
| 2   | Heinz Rosner      | MZ        | +1' 29" 06    | 6     |
| 3   | Ginger Molloy     | Bultaco   | +1 giro       | 4     |
| 4   | Carlos Giró Vilá  | OSSA      | +1 giro       | 3     |
| 5   | Carlos Rocamora   | Bultaco   |               | 2     |
| 6   | Paul Eickelberg   | Aermacchi |               | 1     |
| 7   | Roberto Blanch    | Montesa   |               |       |
| 8   | Barry Smith       | Derbi     |               |       |
| 9   | Pedro Álvarez     | Bultaco   |               |       |
| 10  | Angelo Bergamonti | Aermacchi |               |       |
| 11  | Brian Smith       | Aermacchi |               |       |
| 12  | Tommy Robb        | Bultaco   |               |       |

## Classe 125
32 piloti iscritti.

### Arrivati al traguardo
| Pos | Pilota            | Moto    | Tempo      | Punti |
| --- | ----------------- | ------- | ---------- | ----- |
| 1   | Salvador Cañellas | Bultaco | 55' 03" 94 | 8     |
| 2   | Ginger Molloy     | Bultaco | +29" 19    | 6     |
| 3   | Heinz Rosner      | MZ      | +1' 47" 02 | 4     |
| 4   | Walter Scheimann  | Honda   | +1' 49" 87 | 3     |
| 5   | Tommy Robb        | Bultaco |            | 2     |
| 6   | Pedro Álvarez     | Bultaco |            | 1     |
| 7   | Juan Bordons      | Bultaco |            |       |
| 8   | Brian Smith       | Honda   |            |       |

## Classe 50
20 piloti iscritti.

### Arrivati al traguardo
| Pos | Pilota               | Moto     | Tempo      | Punti |
| --- | -------------------- | -------- | ---------- | ----- |
| 1   | Hans-Georg Anscheidt | Suzuki   | 33' 29" 94 | 8     |
| 2   | Ángel Nieto          | Derbi    | +0" 43     | 6     |
| 3   | Barry Smith          | Derbi    | +23" 63    | 4     |
| 4   | Paul Lodewijkx       | Jamathi  | +44" 94    | 3     |
| 5   | Carlos Giró Vilá     | Derbi    | +1' 49" 85 | 2     |
| 6   | Francisco Cufi       | Derbi    |            | 1     |
| 7   | Benjamín Grau        | Derbi    |            |       |
| 8   | Juan Parés           | Derbi    |            |       |
| 9   | Herbert Denzler      | Kreidler |            |       |
| 10  | José Maria Mañer     | Derbi    |            |       |
| 11  | Manuel Varea         | Derbi    |            |       |
| 12  | Jean-Louis Pasquier  | Derbi    |            |       |